# Go! (Fair Warning)
Go! è il terzo album dei Fair Warning.

## Tracce
1. Angels of Heaven
2. Save Me
3. All on Your Own
4. I'll Be There
5. Man on the Moon
6. Without You
7. Follow My Heart
8. Rivers of Love
9. Somewhere
10. Eyes of a Stranger
11. Sailing Home
12. The Way You Want It
13. The Love Song

## Formazione
- Tommy Heart (voce)
- Andy Malecek (chitarra)
- Helge Engelke (chitarra)
- Ule Ritgen (basso)
- C.C.Behrens (batteria)